# Protocolo de tiempo de precisión
El protocolo de tiempo de precisión, también conocido por las siglas PTP (Precision Time Protocol) es un estándar de telecomunicaciones utilizado para sincronizar los relojes a través de una red informática. En una red de área local, se alcanza una precisión de reloj en la gama de submicrosegundos, adecuado para los sistemas de medición y control. 
PTP se definió originalmente en el estándar IEEE 1588, oficialmente titulado Norma para un protocolo de sincronización de reloj de precisión para la medición en red y sistemas de control y se publicó en 2002. En 2008, se revisó la norma, redefinida como IEEE 1588. Esta nueva versión, también conocido como PTP Versión 2, mejora la exactitud, precisión y robustez, pero no es compatible con la versión original de 2002. 
El IEEE estándar 1588 está diseñado para sistemas cuyas especificaciones no puedan ser satisfechas de forma apropiada  por cualquiera de los dos protocolos dominantes, NTP y GPS, como sistemas locales que requieran una precisión más allá de las alcanzables mediante NTP, y aplicaciones para las que un receptor de GPS en cada nodo resulte excesivamente costoso, o que no puedan acceder a las señales GPS.